# Григорович, Георге
Георге Григорович (рум. Gheorghe Grigorovici; 4 мая 1871, Сторожинец, Буковина, Австро-Венгрия (ныне Черновицкой области Украины) — 18 июля 1950, тюрьма Бухареста) — австро-венгерский, затем румынский политический и общественный деятель, редактор, социал-демократ, борец за национально-политическое единство и социальный прогресс румын. Депутат парламента Вены и парламента Бухареста, соучредитель (1927) и председатель (1936—1938) Румынской социал-демократической партии.

## Биография
Сын учителя. После окончания гимназии и Венского университета, где изучал медицину, философию и лингвистику, с 1905 г. работал секретарём социал-демократической партии на Буковине, издателем румынской социал-демократической газеты «Volkspresse» в Черновицах (1897—1913), в 1908—1911 года — редактировал журнал «Lupta» («Битва»), руководил политическим объединением «Вперед» в Черновцах.
В 1907—1918 годах избирался депутатом австрийского парламента от социал-демократов по избирательному черновицкому городскому округу.
С 1919 года несколько лет был депутатом и сенатором румынского парламента от социал-демократической партии.
С 1939 по 1940 год Григорович был заместителем государственного секретаря в Министерстве иностранных дел Румынии.
После прихода к власти в Румынию коммунистов Г. Григорович отказался участвовать в процессе объединения румынских социал-демократической и коммунистической партии. Как «изменник рабочего класса» был арестован 13 июня 1949 года и заключён без суда. Умер 18 июля 1950 г. в бухарестской тюрьме.

## Память
- Несколько улиц в Румынии названы в честь Георгия Григоровича.